# IC 4354
IC 4354 ist eine Spiralgalaxie vom Hubble-Typ Sb im Sternbild Jungfrau auf der Ekliptik.
Das Objekt wurde am 30. Mai 1899 von DeLisle Stewart entdeckt.